# 新闻图式
新闻图式是新闻话语分析中的一个范畴。这种分析首先考虑的是新闻话语的结构，如描述的各种层次或视角以及为清楚体现这些层次或视角所使用的单位和种类。例如，在英语中所用的“新闻故事(news story)”这一术语意味着新闻可能是一种特殊的叙事结构。这种对新闻定性分析的方法具有包括文本语言学、叙事结构分析、文体学或修辞学等话语分析这门新学科各种分支的典型特征。
话语有三个主要方面，即句子形式、意义和言语行为。然而除此之外，话语还有其他的一些方面，它们很难简单地用通常主要用于分析独立句子的句法学、语义学或语用学方法来描述。因此，还需要在更全面、更宏观的层次上来描写话语。宏观层次包括宏观语义学和宏观句法。宏观句法被称之为图式(schemata或superstructure)，故事和会话都有诸如此类的整体组织方式，正如句法一样，它们通常由许多常规模式组成，例如话语的开始、结尾，故事的背景，新闻话语中的标题等各种形式。填充这些整体图式形式的是话语的总体宏观结构意义或主题。

## 新闻图式范畴

### 概述：标题和导语
标题和导语一起概括了新闻文本的内容，表达了它的语义宏观结构。标题只规定了新闻文本中某种特殊的顺序，各种不同的宏观内容（主题）按照这一顺序组合在一起。这种用某种特殊（粗体、大号）字体印刷各个单词、句子表述内容、单词表达句子的形式组合成标题范畴在新闻报道中的真实形式。这样的标题可由几种类型(decks and banks)组成，如，主标题、超级标题(Superheadline)(含肩题、引题或眉题；a kicker, snapper, or eyebrow)和副标题。导语有或者独立出现，或者用粗体字印刷，或者和文本的第一个概述主题的句子合二为一等形式。一个新闻范畴的典型表达标记会成为一个特定的信号，正是依赖这些信号，读者才能推断出文中出现了哪些范畴。比如，排在最前面的位置、顶格、跨栏、大号和粗体都是新闻图式中的标题范畴的典型特征。

### 情节：语境中的主要事件和背景
新闻文本可能包括新闻事件的背景或对新闻事件所进行的评价。虽然这些范畴不为新闻所独有，但我们同样可以把它们看作是新闻图示范畴的一部分。一般情况下，新闻事件背景在新闻话语的后面部分交待，即安排在报道完主要新闻事件之后。所以，新闻话语还需主要事件这一范畴。同样，主要事件这一范畴中提供的信息也可能包括在语境中。语境通常是以前新闻报道的主要事件。这种语境不同于背景，背景具有更全面、更结构化和更侧重历史的特点。新闻事件的背景可以包括现实事件的历史缘由及其语境。

### 后果
后果是新闻话语中经常出现的又一图式范畴。社会、政治事件所造成的后果的严重性相当部分地决定了它们的新闻价值。讨论新闻事件所造成的真正的或可能带来的后果，这可能给报道增加随意一致性(casual coherence)。新闻事件的后果有时甚至可能比事件本身更重要，这种情况下，后果范畴中的主题就可能和主要新闻事件的主题处于一样重要的等级位置，甚至可能成为最高级主题并在标题中表达出来。

### 口头反应
口头反应是后果范畴的一种特殊表现形式的新闻图示范畴。大多数重大新闻事件报道之后通常会邀请重要的参与人或显要的政治人物发表评论。作出这样安排的基本理由是显而易见的：这让记者有机会阐述客观的、但却不一定是他们自己的观点，因为这些观点就是这样表达的。当然，选择什么人做评论者和引用他们的哪些话作评论就不一定是客观的。这一口头反应范畴可用事件参与人的名字和身份、直接和间接地引用他们所说的话来进行暗示。虽然重要的口头反应可按照特殊的相关性顺序在报道的前面部分引用，但是一般情况下都在主要新闻事件、语境和背景的后面，即靠近报道的结束部分。

### 评论
新闻话语还有另一以记者和报纸本身的评论、观点和评价为主要内容的图式范畴。虽然许多新闻撰稿人都赞成新闻事实不得与观点混淆的职业道德，这最后的评论范畴经常在新闻中出现，尽管有时是以间接的形式。评论范畴有两个主要的次范畴：评价和预测。评价是对所报道的新闻事件的价值或意义作出评价；而预测则阐述该事件和事态可能产生的政治后果或其他方面的后果，甚至预测将来可能发生的事件。